# Ockupation
Ockupation är ett folkrättsligt, militärt och civilrättsligt uttryck.

## Ockupation (folkrätt)

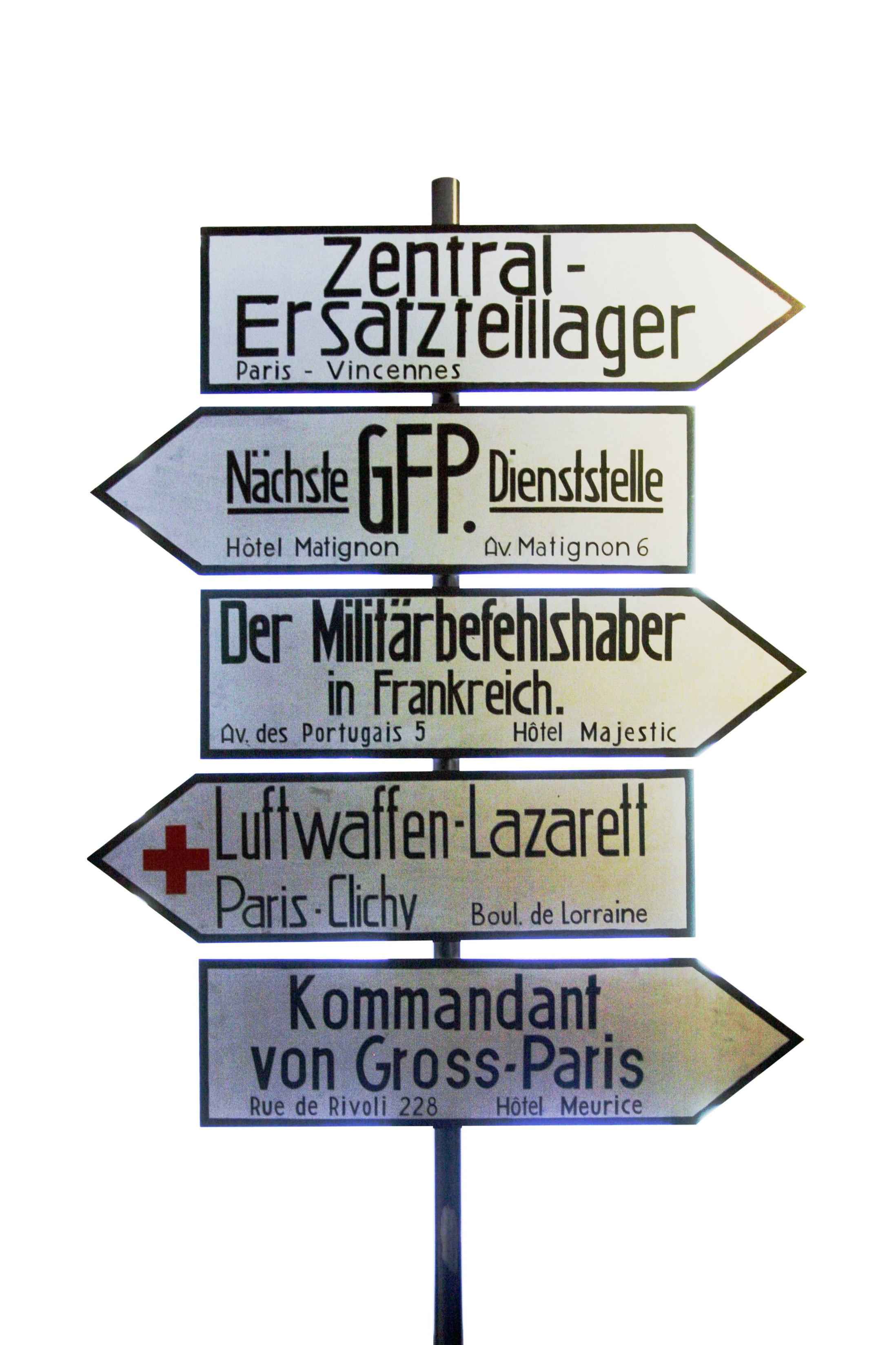
Vägskyltar från den tyska ockupationen av Paris med anvisningar på tyska.

Ockupation i folkrätten är definierad genom Haagkonventionen (1907) och i Fjärde Genèvekonventionen.
I folkrättsliga och militära sammanhang innebär ockupation att en stat
1. militärt besätter annan stats territorium, eller ett herrelöst territorium
2. att besättande är mer än helt tillfälligt, och
3. att den ockuperande staten övertar alla eller delar av den ockuperade statens funktioner som laglig myndighet.

De ovannämnda konventionerna reglerar befogenheter och skyldigheter för den ockuperande staten mot civilbefolkningen i det ockuperade området. Den ockupanten skall överta ansvaret för liv, hälsa, egendom och uppehälle. Befolkningen i det ockuperade området behåller sin statstillhörighet/medborgarskap och lyder under sin gamla regering men är också skyldiga att följa ockupantens ordningsregler. Ockupationsmakten kan tillsätta egen polisstyrka i området. Tvångsförflyttning av befolkningen till annat land får ej ske, utom från stridszon, ej heller får den ockuperande statens befolkning flytta in i området. Militärtjänst liksom tvångsarbete utomlands får ej ske. Inhuman behandling, som tortyr, repressalier, bestraffning för handlingar som skedde före ockupationen, kollektiv bestraffning får ej ske, liksom plundring, förstörelse av egendom. Sjukvården skall tillhandahållas liksom Röda Korsets hjälpverksamhet skall tillåtas och underlättas, liksom humanitära hjälpsändningar.
Ofta sker en ockupation olagligt (det vill säga stridande mot folkrätten), men den kan också följa av en berättigad självförsvarshandling.
I den mån en militär invasion av en stat sker i lagliga former används i allmänhet uttrycket intervention, till exempel humanitär intervention, vilket enligt FN:s stadga förutsätter beslut i säkerhetsrådet. Huruvida en stat i ett folkrättsligt godtagbart krig kan tillägna sig erövrat territorium permanent eller tillfälligt är i många fall omstritt. FN:s generalförsamling har bland annat förklarat att Israels krigsvinster från 1967 utgör ockupation.
En ockupation följs i vissa fall av annektering. I vissa fall erkänns inte denna annektering av några eller många stater, som därmed anser att ockupation fortfarande föreligger.

### Några kända fall av ockupation
- Tyskland ockuperade flera stater under andra världskriget.
- Efter andra världskriget hölls Tyskland och Österrike ockuperade av de fyra segrarmakterna Frankrike, Sovjetunionen, Storbritannien och USA 1945-1955.
- Israel har ockuperat delar av flera stater som Egypten (Sinai) och södra Libanon samt ockuperar/annekterar stora delar av Palestina, liksom Golanhöjderna på Syriskt territorium.
- Marocko ockuperar stora delar av Västsahara sedan 27 februari 1976.
- USA och dess allierade ockuperade Irak 2003–2004, efter Irakkriget 2003, se vidare ockupationen av Irak.
- Storbritannien, med engelsmännen och den normandiska invasionen har ockuperat Irland sedan 1169.

### Några kända fall där det är omtvistat huruvida ockupation föreligger.
- Kina ockuperade 1950 Tibet militärt, och håller alltjämt området. Enligt kinesisk uppfattning var emellertid Tibet både före och efter invasionen en del av Kina.
- Argentina ockuperade år 1982 bland annat Falklandsöarna militärt i början av Falklandskriget. Enligt argentinsk uppfattning var emellertid ögruppen juridiskt redan en del av Argentina, som helt enkelt återtogs. Efter ett par månader återtog Storbritannien kontrollen av öarna. vilket enligt argentinsk (och delvis sydamerikansk[1]) uppfattning är en ockupation, men av Storbritannien, ögruppens befolkning, och allmän europeisk och nordamerikansk uppfattning var ett återtagande av legitima besittningar.

## Ockupation (civilrätt)
Ockupation i civilrätt betyder att ta i besittning något som saknar ägare, det vill säga är herrelöst.

## Husockupationer
I vardagsspråk kan ockupation också syfta på att civilpersoner utan tillstånd besätter en byggnad eller annan plats. Detta kan göras för att skaffa en bostad i till exempel kåkstäder eller som politisk manifestation. Se bland annat husockupation, Reclaim the City och kårhusockupationen.